# Imgur-Enlil (Balawat)
Imgur-Enlil (Enlil hat zugestimmt, moderner Name Balawat) lag an der Handelsstraße von Ninive nach Arrapḫa und Arbela, 27 Kilometer südöstlich vom heutigen Mossul und 16 Kilometer nordöstlich von Kalḫu. Der Name der Stadt ist auf seiner Steintafel im Mamu-Tempel überliefert.

## Geschichte
Imgur-Enlil wurde von Aššur-nâṣir-apli II. erbaut und benannt, war jedoch bereits früher besiedelt. Tucker erwähnt Funde der Halaf-, Obed- und Uruk-Zeit sowie mittelassyrische Tonscherben. Der Tell misst 250 × 150 Meter beziehungsweise 230 × 160 m nach Andreas Schachner und erhebt sich rund 15 Meter über die Ebene; die Unterstadt war mit einer quadratischen Befestigung mit einer Seitenlänge von 800 Metern umgeben und nimmt eine Fläche von 64 ha ein.
Imgur-Enlils Blüte war wohl unter Aššur-nasir-apli II., der hier den Tribut des Kudurru von Suḫû empfing, sowie unter Salmānu-ašarēd III., beide Herrscher errichteten hier einen Palast. Gegen Ende der Regierungszeit von Salmānu-ašarēd III. schloss sich Imgur-Enlil der Rebellion des Aššur-danin-apli an. Wirtschaftstexte aus dem Mamu-Tempel beweisen, dass die Stadt auch im 7. Jahrhundert bestand. Beim Sturz des assyrischen Reichs wurde Imgur-Enlil wahrscheinlich durch die Meder und Babylonier zwischen 612 v. Chr. und 609 v. Chr. zerstört. In der hellenistischen Zeit wurde der Tell erneut besiedelt.

## Tempel und Bronzetore

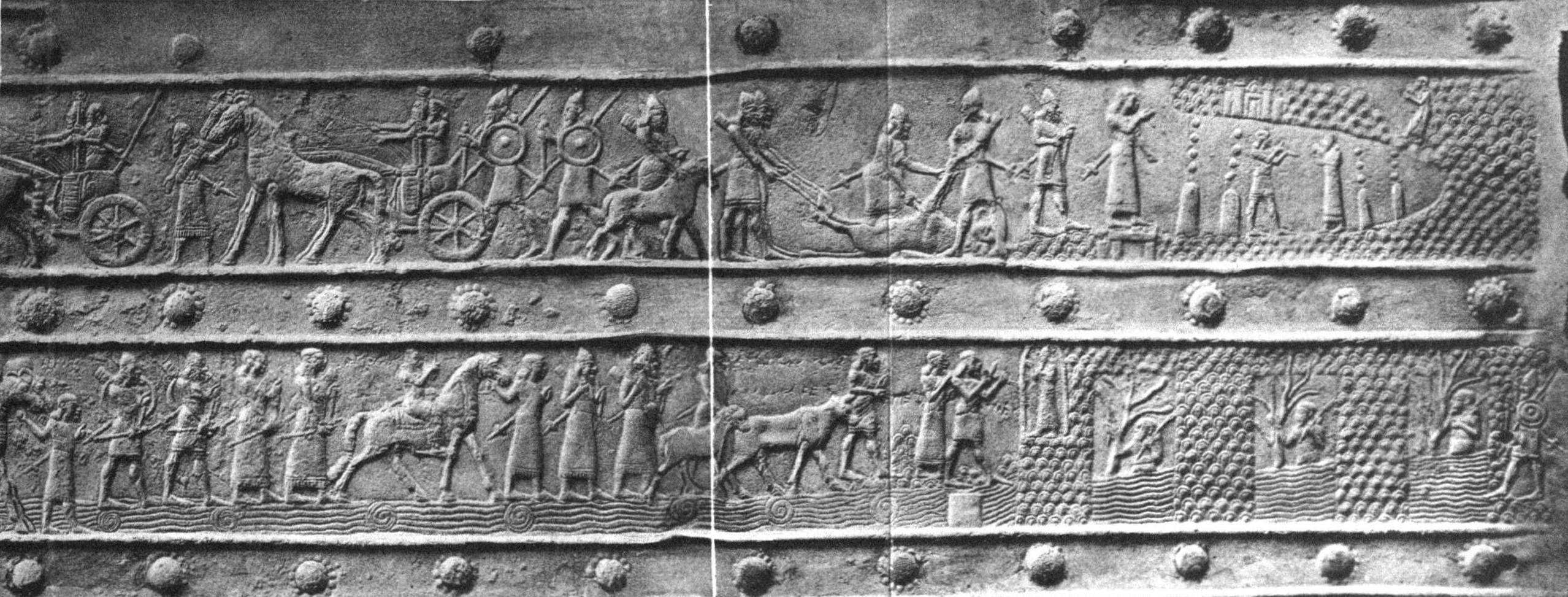
Teil der Bronzebeschläge der Tore des Palasts von Salmānu-ašarēd III. in Imgur-Enlil (Balawat Tor C). Errichtung eines Felsreliefs an den Tigrisquellen; heute im British Museum

Nachdem 1878 verzierte Bronzebleche (Bänder N, O und P. nach Unger 1920) im Kunsthandel aufgetaucht waren, begann Hormuzd Rassam im Winter desselben Jahres mit bei Ausgrabungen in Balawat. Dabei wurden Teile von zwei Bronzereliefs gefunden. Eines hatte Aššur-nasir-apli II. für seinen Palast anfertigen lassen (Tor A). Das Zweite, besser erhaltene wurde für den Palast von Salmānu-ašarēd III. (858-824) angefertigt (Tor C), 13 der 16 Bänder befinden sich heute im britischen Museum in London, die restlichen im Louvre, dem archäologischen Museum Istanbul und dem Walters Art Museum in Baltimore. Max Mallowan führte 1956–1957 weitere Grabungen durch. Er legte einen Tempel des Gottes Mamu mit einem dritten Bronzetor (Tor B) frei. Außerdem wurde ein Steinaltar mit Inschrift für den Traumgott Mamu gefunden.
Aššur-nasir-apli II. berichtete in der Bauinschrift des Tempels: Ich tat dies, weil ich einen Tempel für den Gott Mamu errichten wollte, der in unmittelbarer Nachbarschaft (ina libit ekallija) zu meinem Königspalast stehen soll. Für den Tempel und seinen Palast ließ der Assyrerkönig eine Statue des Mamu und Türen aus Zedernholz (die Träger der Bronzereliefs) anfertigen. Sie bestanden aus 20–25 cm dicken senkrecht stehenden Balken.
Ab 1989 grub David Oates vom Britischen Museum in Balawat.
Jedes der Tore hatte acht Bronzebänder, das Tor des Salmānu-ašarēd III. hatte jedoch zwei Register (a und b), die von Rosettenbändern getrennt sind und war mit 7,3 m deutlich größer als die Tore A und B. Tore mit Bronzebeschlägen sind auch aus Kalḫu, Aššur, Dur-Šarrukin und Tell Haddad bekannt. Sie entstanden vermutlich zwischen 847 und 845 in den königlichen Werkstätten im bīt mummê in Kalḫu.
Die Bänder von dem Tor von Salmānu-ašarēd sind mit erklärenden Inschriften versehen und beinahe vollständig erhalten. Eckhard Unger legte 1912 und 1920 eine erste Rekonstruktion der Anordnung der Bänder vor. In jüngster Zeit hat sich Andreas Schachner 2007 ausführlich mit den Beschlägen beschäftigt. Schachner sieht in den Toren „Kunst im öffentlichen Raum“, sie unterscheiden sich damit deutlich von den Orthostaten im Palastinnern, die nur für eine kleine, überwiegend assyrische Elite sichtbar waren. Die Bänder bestehen aus Bronze (7,9–10 % Zinn) und sind getrieben und graviert. Sie waren um die Drehpfosten der Türen gekrümmt, wurden aber nach der Bergung oder im Museum flachgepreßt. Die Reihenfolge der Bänder ist nicht gesichert, es wurden unterschiedliche Rekonstruktionen vorgeschlagen.
| Nr. (Unger 1920) | Torseite | Datierung | dargestellter Ort |
| G                | links    | 856       | Urarṭu            |
| A                | rechts   | 858       | Meer von Nairi    |
| J                | links    | 852       | Tigristunnel      |
| B                | rechts   | 856       | Urarṭu            |
| F                | rechts   | 857       | Karkemiš          |
| C                | links    | 858       | Sidon, Tyros      |
| L                | links    | 849       | Urarṭu            |
| M                | rechts   | 848       | Ḫamat             |
| I                | links    | 853       | Ḫamat             |
| K                | rechts   | 850       | Karduniaš         |
| E                | links    | 857       | Unqu              |
| D                | rechts   | 857       | Dabigu            |
| N                | links    | 858       | Ḫamat             |
| H                | rechts   | 854       | Šubria            |
| P                | links    | 853       | Sidon und Tyros   |
| O                | rechts   | 850       | Karduniaš         |